# Клуб фигурного катания Нью-Йорка
Клуб фигурного катания Нью-Йорка — клуб фигурного катания в Нью-Йорке. Он был основан в 1863 году и является вторым старейшим клубом фигурного катания в Соединенных Штатах. Он был одним из основателей Ассоциации фигурного катания США.
Среди фигуристов, представлявших клуб на соревнованиях - чемпионы США в национальных соревнованиях Скотт Аллен, Джейсон Данджен, Кёко Ина, Соня Клопфер, Беатрикс Логран, Ивон Шерман, Джонни Вейр, Элайн Зайяк, Адам Риппон, Майя Шибутани и Алекс Шибутани, а также Олимпийские чемпионы Сара Хьюз, Кэрол Хейсс и Дороти Хэмилл.